# Mario Ravagnan
Mario Ravagnan (* 18. Dezember 1930 in Padua; † 13. Dezember 2006 in Turin) war ein italienischer Säbelfechter.

## Erfolge
Mario Ravagnan nahm an drei Olympischen Spielen teil: 1956 wurde er in Melbourne im Mannschaftswettbewerb Fünfter. Vier Jahre darauf schied er in Rom mit der italienischen Equipe im Halbfinale gegen Ungarn mit 6:9 aus. Im Gefecht um Rang drei setzte er sich gemeinsam mit Wladimiro Calarese, Pierluigi Chicca, Roberto Ferrari und Giampaolo Calanchini gegen die Vereinigten Staaten mit 9:6 durch und gewann dadurch die Bronzemedaille. Bei den Olympischen Spielen 1964 zog er mit der Mannschaft ungeschlagen ins Gefecht um die Goldmedaille ein, in der sie der sowjetischen Equipe mit 6:9 unterlegen war. Mit Cesare Salvadori, Wladimiro Calarese, Pierluigi Chicca und Giampaolo Calanchini erhielt er Silber.